# يزدان أباد (كورك وناريتش)
یزدان أباد (بالفارسية: یزدان‌آباد) هي مستوطنة تقع في إيران في البلدة المركزية.